# Louis Nicolas (militaire)
Cet article concerne le résistant et Compagnon de la Libération français. Pour le missionnaire français, voir Louis Nicolas (missionnaire).
Pour les articles homonymes, voir Nicolas.
Louis Nicolas, né le 19 juin 1913 à Voutré et mort le 5 septembre 1975 à Troyes, est un militaire et résistant français, Compagnon de la Libération. Soldat déjà expérimenté au moment où éclate la Seconde Guerre mondiale, il combat en Norvège puis décide de se rallier à la France libre. Il participe alors aux combats au Proche-Orient, en Afrique du Nord et en Italie avant de prendre part à la Libération de la France. Il participe ensuite à la guerre d'Indochine avant de quitter l'armée.

## Biographie

### Jeunesse et engagement
Louis Nicolas naît le 19 juin 1913 à Voutré, en Mayenne. Le 29 décembre 1931, il s'engage pour trois ans au 5e régiment de chasseurs d'Afrique où il se réengage en 1934. En 1937, il décide de rester à l'armée mais en s'engageant cette fois dans la Légion étrangère au sein de laquelle il est affecté au 4e régiment étranger stationné au Maroc.

### Seconde Guerre mondiale
Promu caporal le 1er juin 1939 et caporal-chef le 25 septembre suivant, Louis Nicolas est détaché le 21 février 1940 au 3e régiment étranger d'infanterie pour intégrer un bataillon de marche de type montagne. Regroupés au sein de la 13e demi-brigade de marche des volontaires de la Légion étrangère (13e DBMLE), les bataillons de marche de montagne quittent l'Afrique pour prendre part à la campagne de Norvège. Louis Nicolas débarque en Scandinavie le 6 mai 1940 et participe à la bataille de Narvik au cours de laquelle il est blessé le 24 mai. À l'issue de la campagne, la 13e DBMLE part pour la France et débarque en Bretagne le 4 juin 1940. Cependant, face à l'avancée de la Wehrmacht lors de la bataille de France, l'unité rembarque et se dirige vers la Grande-Bretagne. Le 29 juin, Louis Nicolas fait partie de la moitié de la 13e DBMLE se ralliant à la France libre, l'autre moitié repartant au Maroc en gardant le nom de 13e DBMLE tandis que les nouveaux résistants prennent l'appellation de 14e DBMLE. Au sein de cette dernière, il prend part à l'expédition de Dakar et à la campagne d'Érythrée. En décembre, l'unité qui était repartie au Maroc est dissoute et la 14e DBMLE devient la 13e demi-brigade de Légion étrangère (13e DBLE).   
Promu sergent le 1er mai 1941, Louis Nicolas participe à la campagne de Syrie puis est engagé dans la guerre du désert en Libye. Le 28 mai 1942, au cours de la bataille de Bir Hakeim, il se distingue en détruisant deux blindés ennemis. Le 8 juin suivant, sa pièce antichar ayant été touchée par un obus et ses hommes ayant été blessés, il sauve la vie de son pointeur et poursuit sa mission. Pour cela, il est cité à l'ordre du corps d'armée. Promu sergent-chef le 14 juillet 1942, il prend ensuite part à la campagne de Tunisie puis à la campagne d'Italie. Il participe à la bataille du Garigliano lors de laquelle il s'illustre en protégeant le repli de son groupe et en étant blessé lors de cette action, ce qui lui vaut une nouvelle citation à l'ordre du corps d'armée. En août 1944, il débarque en Provence et prend part à la Libération de la France. En avril 1945, il se distingue à nouveau lors des combats du massif de l'Authion.

### Après-Guerre
Restant dans l'armée à l'issue du conflit, il se réengage au 1er régiment étranger d'infanterie en 1949 et participe à la guerre d'Indochine. Arrivé à Saïgon le 11 avril 1950, il est blessé au combat et doit être rapatrié en Algérie le 15 juin 1951. Quittant l'armée, il s'établit à Troyes où il devient hôtelier.
Louis Nicolas meurt le 5 septembre 1975 à Troyes où il est inhumé.

## Décorations
|  |  |  |  |  |  |
|  |  |  |  |  |  |
|  |  |  |  |  |  |
|  |  |  |  |  |  |

| Chevalier de la Légion d'honneur                                                      | Chevalier de la Légion d'honneur                                                      | Chevalier de la Légion d'honneur                                                      | Compagnon de la Libération Par décret du 9 septembre 1942                                                                     | Compagnon de la Libération Par décret du 9 septembre 1942                                                                     | Compagnon de la Libération Par décret du 9 septembre 1942                                                                     | Médaille militaire                                                   | Médaille militaire                                                   | Médaille militaire                                                   |                                        |
| Croix de guerre 1939-1945 Avec deux palmes et deux étoiles de vermeil                 | Croix de guerre 1939-1945 Avec deux palmes et deux étoiles de vermeil                 | Croix de guerre 1939-1945 Avec deux palmes et deux étoiles de vermeil                 | Médaille des blessés de guerre                                                                                                | Médaille des blessés de guerre                                                                                                | Médaille des blessés de guerre                                                                                                | Croix du combattant volontaire Avec agrafe "Guerre 1939-1945"        | Croix du combattant volontaire Avec agrafe "Guerre 1939-1945"        | Croix du combattant volontaire Avec agrafe "Guerre 1939-1945"        |                                        |
| Médaille coloniale Avec agrafes "Érythrée", "Libye", "Bir Hakeim" et "Extrême-Orient" | Médaille coloniale Avec agrafes "Érythrée", "Libye", "Bir Hakeim" et "Extrême-Orient" | Médaille coloniale Avec agrafes "Érythrée", "Libye", "Bir Hakeim" et "Extrême-Orient" | Médaille commémorative française de la guerre 1939-1945 Avec agrafes "France", "Norvège", "Afrique", "Italie" et "Libération" | Médaille commémorative française de la guerre 1939-1945 Avec agrafes "France", "Norvège", "Afrique", "Italie" et "Libération" | Médaille commémorative française de la guerre 1939-1945 Avec agrafes "France", "Norvège", "Afrique", "Italie" et "Libération" | Médaille commémorative des services volontaires dans la France libre | Médaille commémorative des services volontaires dans la France libre | Médaille commémorative des services volontaires dans la France libre |                                        |
| Deltagermedaljen (Norvège)                                                            | Deltagermedaljen (Norvège)                                                            | Deltagermedaljen (Norvège)                                                            | Deltagermedaljen (Norvège) | Deltagermedaljen (Norvège) | Chevalier du Nichan Iftikhar (Tunisie)                                                                                        | Chevalier du Nichan Iftikhar (Tunisie)                               | Chevalier du Nichan Iftikhar (Tunisie)                               | Chevalier du Nichan Iftikhar (Tunisie)                               | Chevalier du Nichan Iftikhar (Tunisie) |